# Punaise (clou)
Pour les articles homonymes, voir punaise.

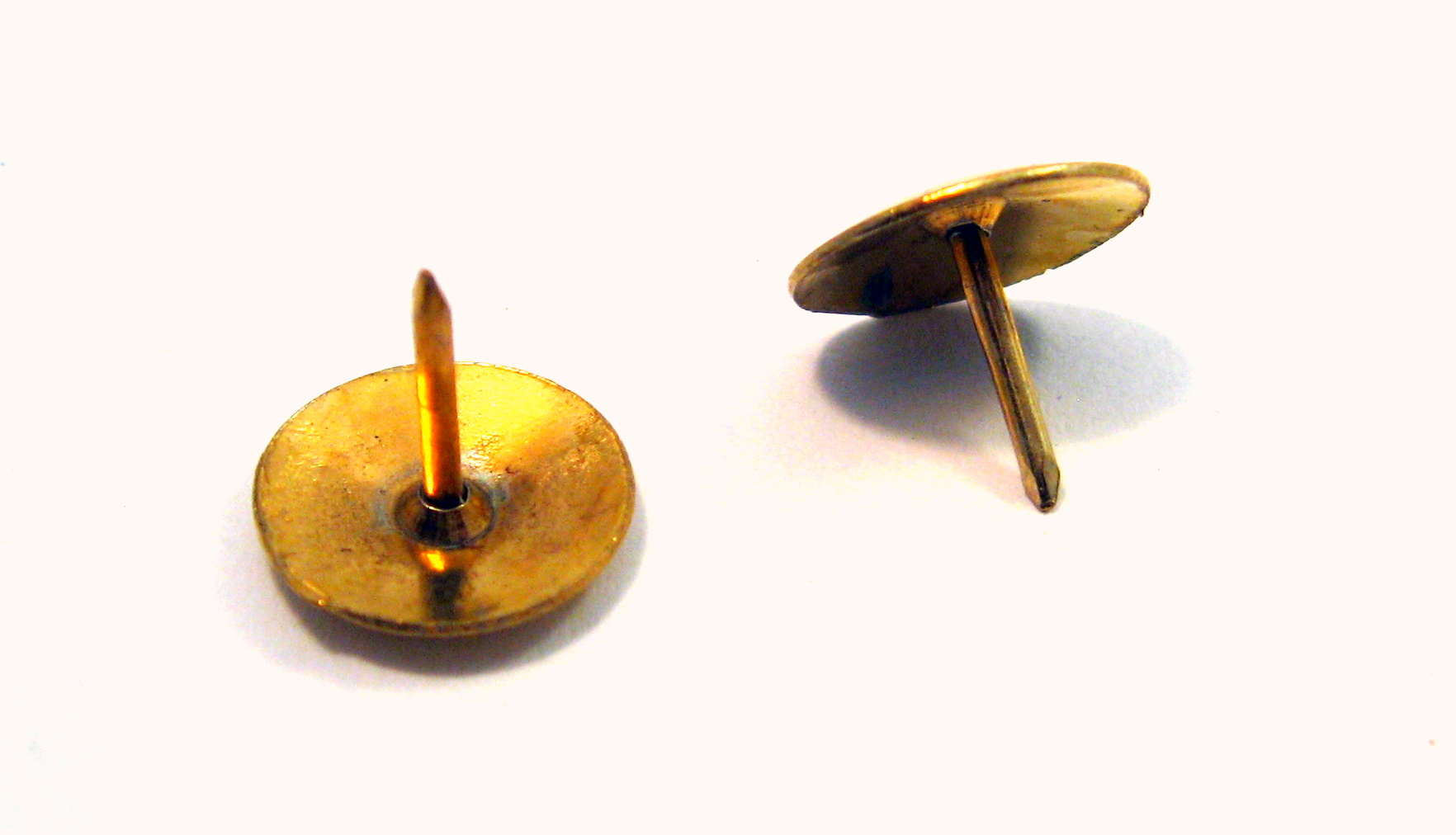
Deux punaises.

Une punaise est une sorte de clou à tête large s'enfonçant d'une simple pression du doigt, couramment utilisé pour accrocher tableaux, affiches et tout document relativement légers sur un mur ou un panneau.

## Définition
Selon le CNTRL, la punaise  est un « petit clou court, à tête plate et ronde, employé pour fixer des dessins, des plans, des photos, etc. ». Ce terme a donné naissance au verbe transitif « punaiser » qui consiste à fixer [un document] avec des punaises.

## Histoire
La punaise a été inventée de nom (thumb tack) et en tant qu'article produit en série en Amérique du Nord vers la fin du XVIIIe siècle.
La punaise de type push pin (punaise épingle), non corrodable, a été brevetée par Edwin Moore en 1900 . E. Moore a créé la société Moore Push-Pin avec seulement 112,60 dollars. Il se consacre chaque après-midi et soir, dans une salle qu'il a loué, à fabriquer une invention qu'il décrit comme « une épingle avec une poignée. » En 1903, il lance sa première publicité nationale pour son produit dans The Ladies' Home Journal. Il crée sa société le 19 juillet 1904 sous le nom de Moore Push-Pin Company.

## Dans la culture populaire
Dans les écoles primaires, une farce souvent utilisée par certains élèves consiste à poser une punaise, pointe en l'air, sur la chaise d'un camarade de cours, voire d'un enseignant, afin de s'amuser de l'effet produit.
La boîte à punaises est un roman biographique écrit par le musicien Aimable Pluchart, plus connu sous le nom d'Aimable et qui retrace sa vie à partir de son enfance et sa formation dans les bals populaires. Dans le langage populaire, la « boite à punaise » est un des expressions pour désigner un accordéon en raison des multiples touches en forme de tête de punaises qui orne un des côtés de l'instrument.

## Galerie

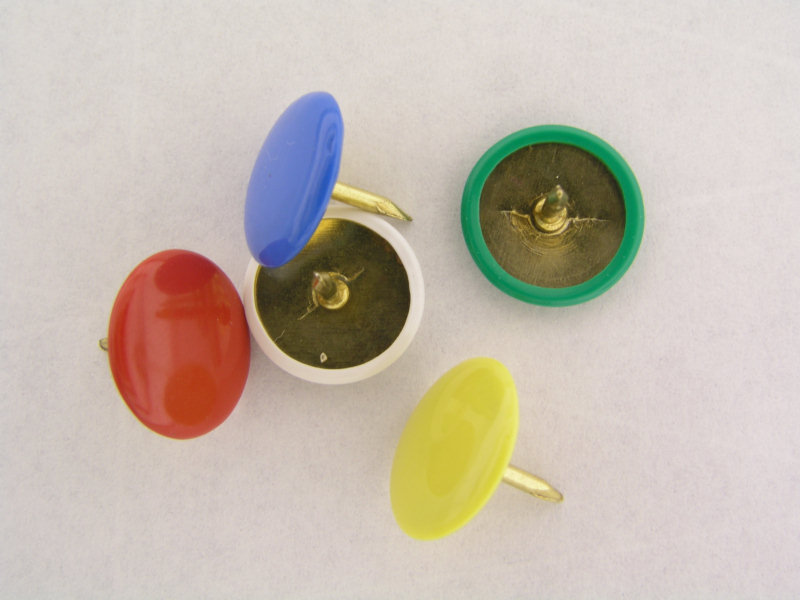
Punaises à clous colorées.
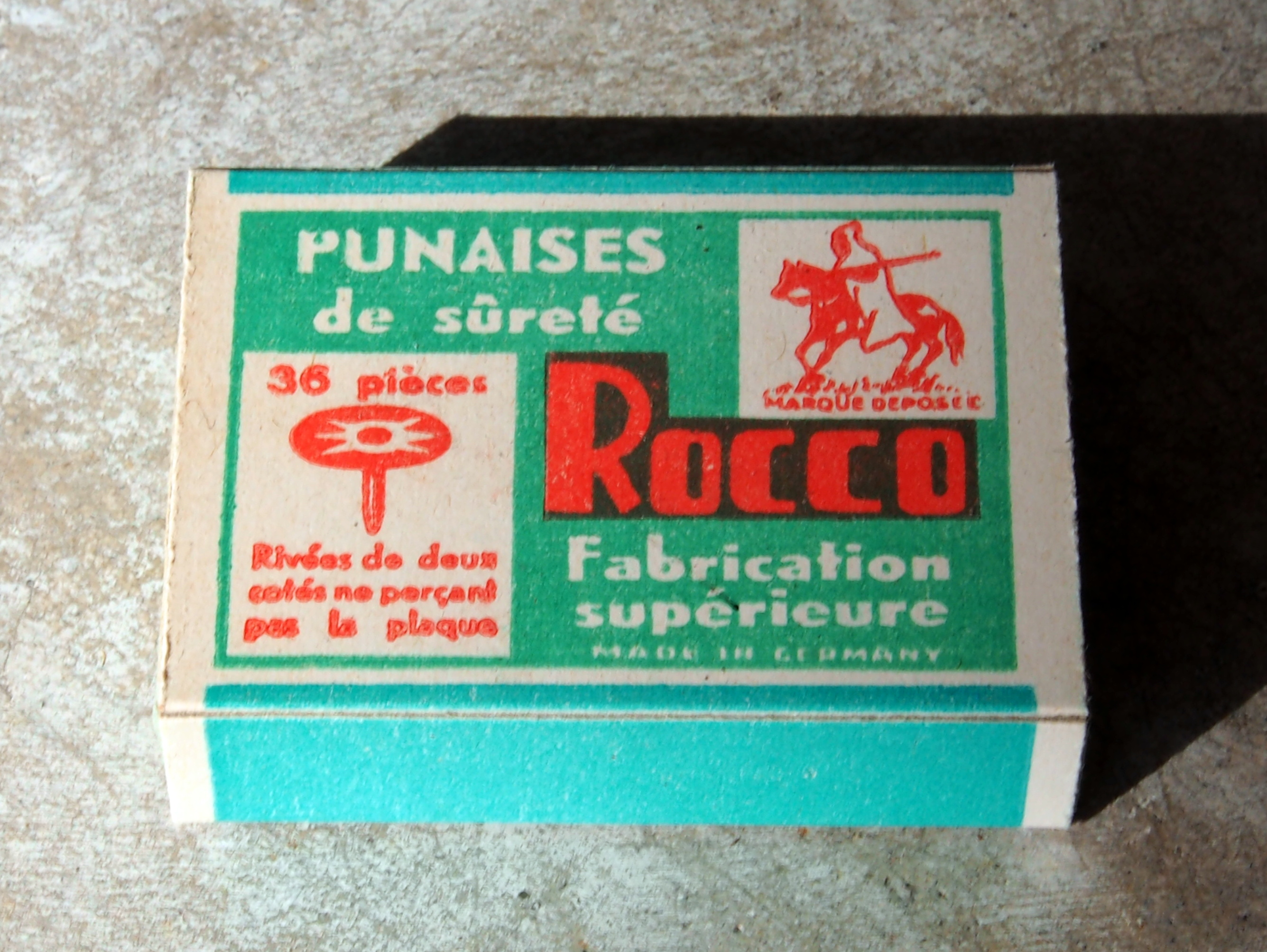
Boîte de punaises.
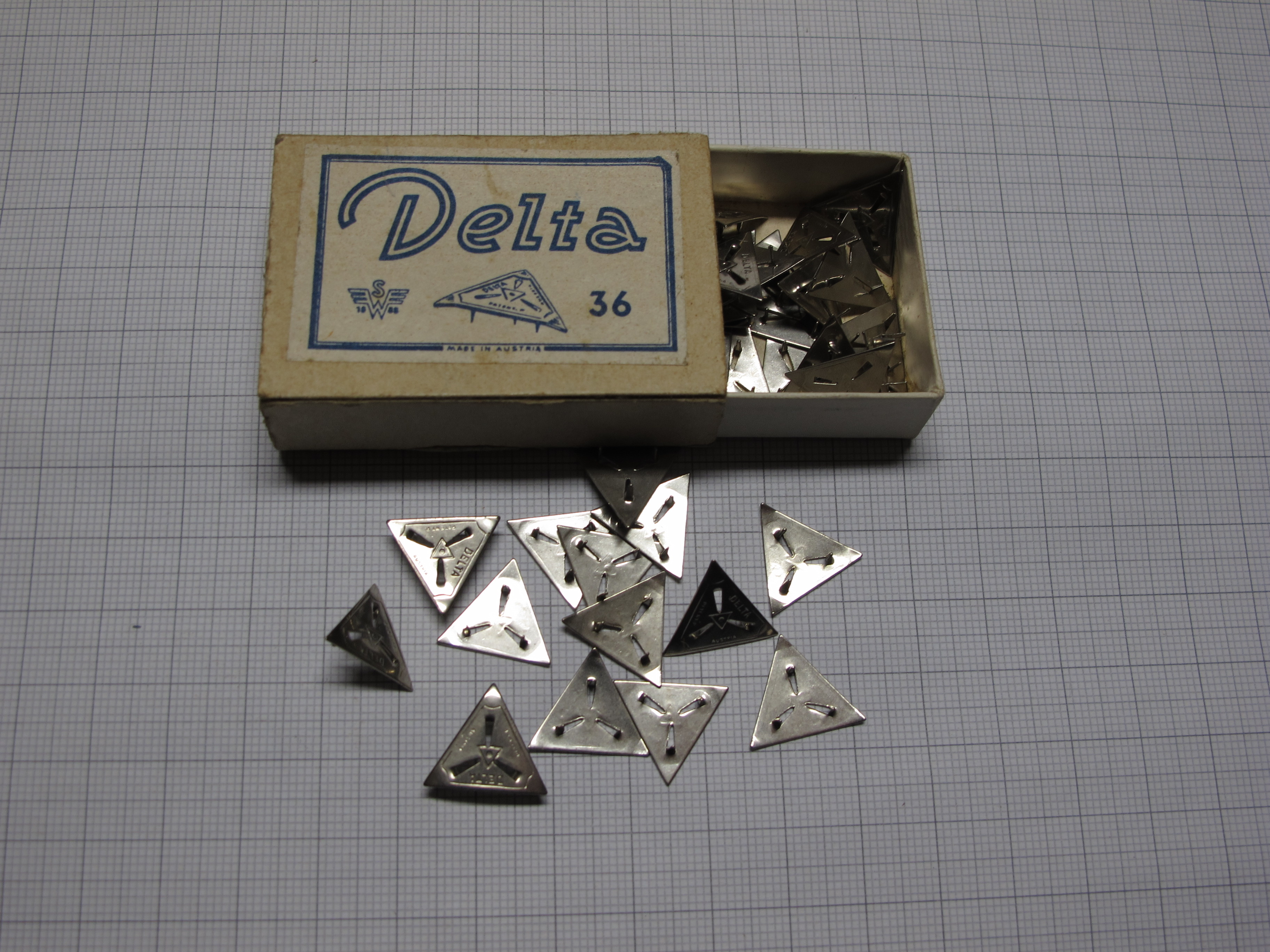
Punaises plates à trois pointes.
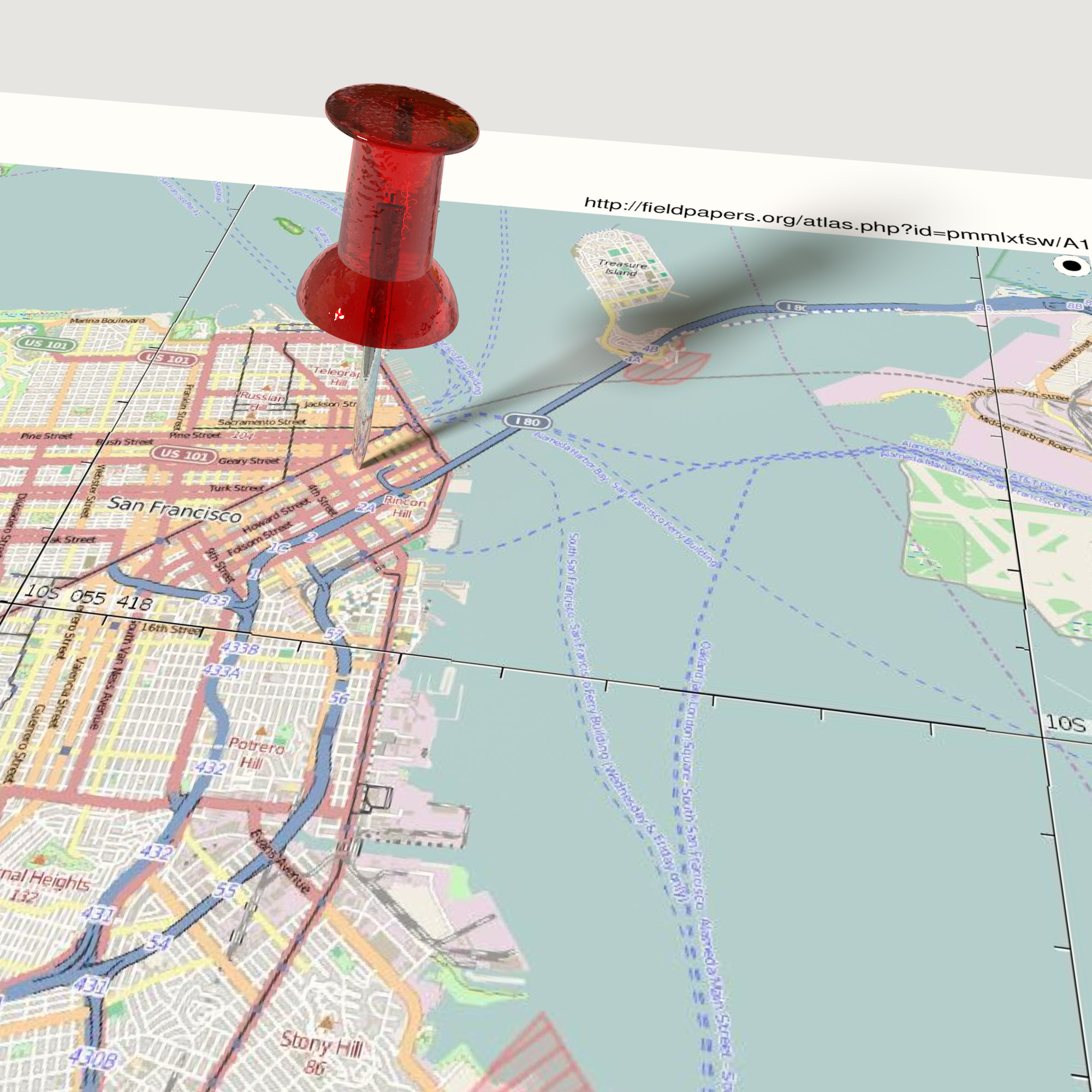
Punaise-épingle piquée sur une carte.
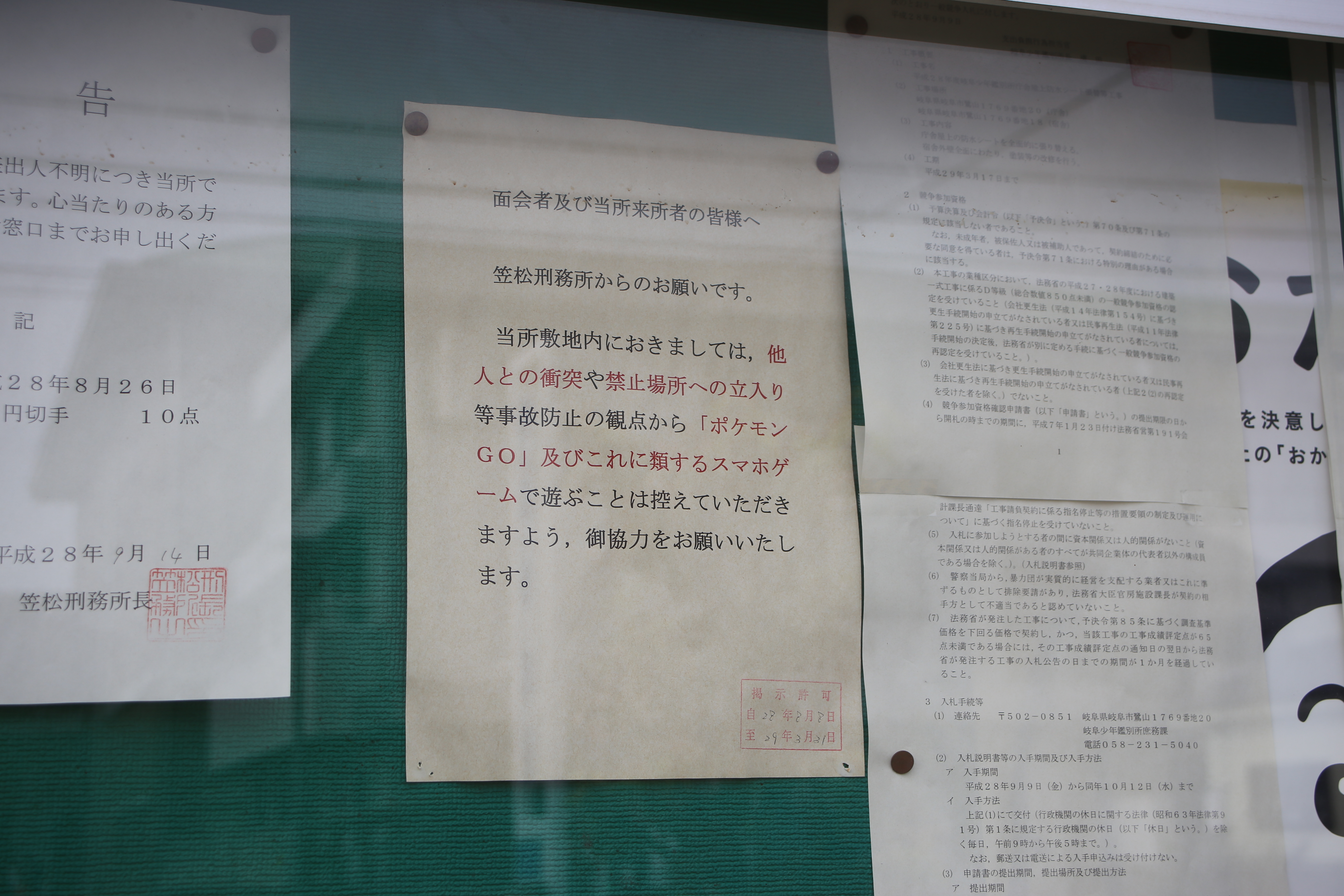
Documents fixés par des punaises au Japon.